# 神叡
神叡（しんえい、生年不詳 - 天平9年（737年））は、奈良時代の僧。
義淵に師事して法相教学を学び、三論・華厳にも通じた。693年（持統天皇7年）新羅に渡った。717年（養老元年）律師に任じられ、719年（養老3年）には道慈とともにその徳を賞されて食封50戸を賜った。729年（天平元年）少僧都に任じられる。芳野の現光寺に庵を結び、20年間三蔵を学んで自然智を得たといい、俗に芳野僧都と称された。
なお彼の肖像彫刻は「法相六祖」のうちの一つとして、興福寺国宝館に展示されている。